# Kristen Hahn
Kristen Hahn Tupac (19 gennaio 1992) è una pallavolista e allenatrice di pallavolo statunitense, libero dell'Athletes Unlimited.

## Carriera

### Giocatrice

#### Club
La carriera di Kristen Hahn inizia nei tornei scolastici dell'Iowa con la John F. Kennedy HS. In seguito gioca a livello universitario, entrando a far parte del programma della Iowa State, giocando la NCAA Division I dal 2010 al 2013, ricevendo qualche riconoscimento individuale.
Nella stagione 2014-15 firma il suo primo contratto professionistico, approdando in Svizzera al Düdingen, impegnato in Lega Nazionale A; nella stagione seguente si trasferisce in Germania per disputare la 1. Bundesliga col neopromosso FTSV Straubing. Dopo due annate lontana dai campi, nel campionato 2018-19 ritorna nella massima divisione svizzera, accasandosi allo Sm'Aesch Pfeffingen.
Inattiva per un altro biennio, nel 2021 torna a giocare in patria, partecipando alla prima edizione dell'Athletes Unlimited.

#### Nazionale
Nel 2014 gioca per la prima volta con la nazionale statunitense al torneo di qualificazione al campionato mondiale 2014.

### Allenatrice
Nel 2016 fa la sua prima esperienza da allenatrice, entrando come assistente volontaria nello staff di Tom Hogan alla Denver.

## Palmarès

### Premi individuali
- 2011 - NCAA Division I: Minneapolis Regional All-Tournament Team
- 2012 - All-America Second Team
- 2013 - All-America Second Team